# Mistrzostwa Świata Juniorów w Saneczkarstwie 1994
9. Mistrzostwa Świata Juniorów w saneczkarstwie 1994 odbyły się w austriackim Innsbrucku. Rozegrane zostały cztery konkurencje: jedynki kobiet, jedynki mężczyzn, dwójki mężczyzn oraz zawody drużynowe. W tabeli medalowej najlepsi byli gospodarze imprezy, Austriacy.

## Wyniki

### Jedynki kobiet
| Medal | Zawodniczka        | Narodowość        | Czas | Strata |
| ----- | ------------------ | ----------------- | ---- | ------ |
|       | Angelika Wiedemann | Niemcy            |      |        |
|       | Bethany Calcaterra | Stany Zjednoczone |      |        |
|       | Sonja Manzenreiter | Austria           |      |        |

### Jedynki mężczyzn
| Medal | Zawodnik          | Narodowość        | Czas | Strata |
| ----- | ----------------- | ----------------- | ---- | ------ |
|       | Armin Zöggeler    | Włochy            |      |        |
|       | Larry Dolan       | Stany Zjednoczone |      |        |
|       | Rainer Margreiter | Austria           |      |        |

### Dwójki mężczyzn
| Medal | Zawodnicy                      | Narodowość | Czas | Strata |
| ----- | ------------------------------ | ---------- | ---- | ------ |
|       | Danił Czaban/Aleksandr Zubkow  | Rosja      |      |        |
|       | Markus Fluckinger/Hannes Egger | Austria    |      |        |
|       | André Florschütz/Falk Rossmann | Niemcy     |      |        |

### Drużynowe
| Medal | Zawodnicy | Narodowość        | Czas | Strata |
| ----- | --------- | ----------------- | ---- | ------ |
|       |           | Austria           |      |        |
|       |           | Rosja             |      |        |
|       |           | Stany Zjednoczone |      |        |

## Klasyfikacja medalowa
| Miejsce | Państwo           |   |   |   | Razem |
| ------- | ----------------- | - | - | - | ----- |
| 1.      | Austria           | 1 | 1 | 2 | 4     |
| 2.      | Rosja             | 1 | 1 | 0 | 2     |
| 3.      | Niemcy            | 1 | 0 | 1 | 2     |
| 4.      | Włochy            | 1 | 0 | 0 | 1     |
| 5.      | Stany Zjednoczone | 0 | 2 | 1 | 3     |